# Middleton (Nou Hampshire)
Middleton és una població dels Estats Units a l'estat de Nou Hampshire. Segons el cens del 2007 tenia 1.782 habitants.

## Demografia
Segons el cens del 2000, Middleton tenia 1.440 habitants, 514 habitatges, i 389 famílies. La densitat de població era de 30,7 habitants per km².
Dels 514 habitatges en un 38,1% hi vivien nens de menys de 18 anys, en un 63% hi vivien parelles casades, en un 6,6% dones solteres, i en un 24,3% no eren unitats familiars. En el 16,5% dels habitatges hi vivien persones soles el 3,9% de les quals corresponia a persones de 65 anys o més que vivien soles. El nombre mitjà de persones vivint en cada habitatge era de 2,8 i el nombre mitjà de persones que vivien en cada família era de 3,13.
Per edats la població es repartia de la següent manera: un 28,8% tenia menys de 18 anys, un 6,5% entre 18 i 24, un 34,1% entre 25 i 44, un 20,3% de 45 a 60 i un 10,3% 65 anys o més.
L'edat mediana era de 37 anys. Per cada 100 dones de 18 o més anys hi havia 106,4 homes.
La renda mediana per habitatge era de 43.942$ i la renda mediana per família de 48.529$. Els homes tenien una renda mediana de 32.014$ mentre que les dones 26.336$. La renda per capita de la població era de 18.415$. Entorn del 4,5% de les famílies i el 7,3% de la població estaven per davall del llindar de pobresa.